# Rianxo (kommunhuvudort)
Rianxo är en kommunhuvudort i Spanien.   Den ligger i provinsen Provincia da Coruña och regionen Galicien, i den nordvästra delen av landet, 500 km nordväst om huvudstaden Madrid. Rianxo ligger 23 meter över havet och antalet invånare är 11 769.
Terrängen runt Rianxo är kuperad åt nordost, men åt sydväst är den platt. Havet är nära Rianxo åt sydväst.Runt Rianxo är det tätbefolkat, med 356 invånare per kvadratkilometer. Närmaste större samhälle är Vilagarcía de Arousa, 7,4 km sydost om Rianxo. Omgivningarna runt Rianxo är en mosaik av jordbruksmark och naturlig växtlighet.